# Parafia Macierzyństwa Najświętszej Maryi Panny w Leluchowie
Parafia Macierzyństwa Najświętszej Maryi Panny w Leluchowie – parafia rzymskokatolicka znajdująca się w diecezji tarnowskiej, w dekanacie Krynica-Zdrój.

## Historia parafii
Leluchów należał od XVII w. do parafii św. Józefa w Muszynie. W 1990 utworzono tutaj samodzielny rektorat pw. Macierzyństwa NMP.
Kościół rektoralny pw. Macierzyństwa NMP jest dawną cerkwią św. Dymitra, zbudowaną w 1861 roku. Świątynia leży na Szlaku Architektury Drewnianej.

## Rektorzy
Źródło:
- ks. Mieczysław Czekaj
- ks. Jan Główczyk
- ks. Adam Świąder
- ks. Wiesław Majka
- ks. Stanisław Góral (2007–2013)
- ks. Józef Schab (2013–2021)
- ks. Bogusław Załucki (2021–2024)
- ks. Mieczysław Smoleń (od 2024)[5]